# Can Boixeres (métro de Barcelone)
Can Boixeres est une station de la ligne 5 du métro de Barcelone.

## Histoire
La station ouvre au public en 1976, avec la mise en service d'un prolongement de la ligne V et sous le nom de Buxeras. Elle prend son nom actuel en 1982, alors que les chiffres arabes remplacent les chiffres romains dans la numérotation des lignes.